# Kazuhiro Suzuki
Kazuhiro Suzuki (Tokio, 16 november 1976) is een voormalig Japans voetballer.

## Carrière
Kazuhiro Suzuki speelde tussen 1995 en 2009 voor JEF United Ichihara, Kyoto Purple Sanga en Mito HollyHock.